# Insomniac Games
Insomniac Games – amerykański producent gier komputerowych z Burbank założony w 1994 wydający swoje gry na konsole Playstation. W 2006 roku wydali swoją pierwszą grę na Playstation 3 – Resistance: Fall of Man. Ich gry z serii Spyro the Dragon, Ratchet & Clank i Resistance sprzedały się na całym świecie w liczbie 32 mln sztuk.

## Gry
| Tytuł gry                                    | Data wydania         | Platforma                                       | GameRankings | Metacritic | Uwagi                                              |
| -------------------------------------------- | -------------------- | ----------------------------------------------- | ------------ | ---------- | -------------------------------------------------- |
| Disruptor                                    | 20 listopada 1996    | PlayStation                                     | 80%          | –          |                                                    |
| Spyro the Dragon                             | 10 września 1998     | PlayStation                                     | 85.68%       | 91/100     |                                                    |
| Spyro 2: Ripto’s Rage!                       | 2 listopada 1999     | PlayStation                                     | 86.57%       | –          | Tytuł dla regionu PAL: Spyro 2: Gateway to Glimmer |
| Spyro: Year of the Dragon                    | 11 października 2000 | PlayStation                                     | 90.59%       | 91/100     |                                                    |
| Ratchet & Clank                              | 7 listopada 2002     | PlayStation 2                                   | 89.74%       | 88/100     |                                                    |
| Ratchet & Clank: Going Commando              | 11 listopada 2003    | PlayStation 2                                   | 90.64%       | 90/100     |                                                    |
| Ratchet & Clank: Up Your Arsenal             | 2 listopada 2004     | PlayStation 2                                   | 91.54%       | 91/100     |                                                    |
| Ratchet: Deadlocked                          | 25 października 2005 | PlayStation 2                                   | 82.64%       | 81/100     |                                                    |
| Resistance: Fall of Man                      | 17 listopada 2006    | PlayStation 3                                   | 86.70%       | 86/100     |                                                    |
| Ratchet & Clank Future: Tools of Destruction | 23 października 2007 | PlayStation 3                                   | 88.74%       | 89/100     |                                                    |
| Ratchet & Clank Future: Quest for Booty      | 21 sierpnia 2008     | PlayStation 3                                   | 77.80%       | 76/100     |                                                    |
| Resistance 2                                 | 4 listopada 2008     | PlayStation 3                                   | 86.91%       | 87/100     |                                                    |
| Ratchet & Clank Future: A Crack in Time      | 27 października 2009 | PlayStation 3                                   | 87.88%       | 87/100     |                                                    |
| Resistance 3                                 | 6 września 2011      | PlayStation 3                                   | 84.29%       | 83/100     |                                                    |
| Ratchet & Clank: 4 za jednego                | 18 października 2011 | PlayStation 3                                   | 70.63%       | 70/100     |                                                    |
| Outernauts                                   | 2012                 | Facebook                                        | –            | –          |                                                    |
| Ratchet & Clank: Full Frontal Assault        | 2012                 | PlayStation 3, PlayStation Vita                 | 63.66%       | 63/100     |                                                    |
| Fuse                                         | 2013                 | PlayStation 3, Xbox 360                         | bd.          | bd.        |                                                    |
| Ratchet & Clank: Into the Nexus              | 2013                 | PlayStation 3                                   | –            | 76/100     |                                                    |
| Sunset Overdrive                             | 2014                 | Xbox One                                        | –            | 81/100     |                                                    |
| Slow Down, Bull                              | 2015                 | Microsoft Windows, PlayStation 4, Xbox One      | –            | 65/100     |                                                    |
| Fruit Fusion                                 | 2015                 | iOS, Android                                    | –            | –          |                                                    |
| Digit & Dash                                 | 2015                 | iOS                                             | –            | –          |                                                    |
| Bad Dinos                                    | 2015                 | iOS, Android                                    | –            | –          |                                                    |
| Ratchet & Clank                              | 12 kwietnia 2016     | PlayStation 4                                   | –            | 86/100     |                                                    |
| Marvel’s Spider-Man                          | 7 września 2018      | Microsoft Windows, PlayStation 4                | –            | 87/100     |                                                    |
| Marvel's Spider-Man: Miles Morales           | 12 listopada 2020    | Microsoft Windows, PlayStation 4, PlayStation 5 | -            | 85/100     |                                                    |
| Ratchet & Clank: Rift Apart                  | 11 czerwca 2021      | Microsoft Windows, PlayStation 5                | –            | 88/100     |                                                    |
| Marvel's Spider-Man 2                        | 20 października 2023 | Microsoft Windows, PlayStation 5                | -            | 90/100     |                                                    |